# Pholicodes
Pholicodes är ett släkte av skalbaggar. Pholicodes ingår i familjen vivlar.

## Dottertaxa tillPholicodes, i alfabetisk ordning[1]
- Pholicodes albidus
- Pholicodes altaicus
- Pholicodes alternans
- Pholicodes araxidis
- Pholicodes argentatus
- Pholicodes bellus
- Pholicodes brevirostris
- Pholicodes breviusculus
- Pholicodes conicollis
- Pholicodes desbrochersi
- Pholicodes ellipticus
- Pholicodes elongatus
- Pholicodes ghigii
- Pholicodes glaucinus
- Pholicodes heydeni
- Pholicodes inauratus
- Pholicodes insignitus
- Pholicodes kulzeri
- Pholicodes lateralis
- Pholicodes lepidopterus
- Pholicodes letourneuxi
- Pholicodes leucophaeus
- Pholicodes maculosus
- Pholicodes murinus
- Pholicodes nigrosparsus
- Pholicodes nubiculosus
- Pholicodes oculatus
- Pholicodes oertzeni
- Pholicodes perdurus
- Pholicodes persicus
- Pholicodes pholicoides
- Pholicodes plebejus
- Pholicodes pubimicans
- Pholicodes pusillus
- Pholicodes quadrivittatus
- Pholicodes rosti
- Pholicodes rubiculosus
- Pholicodes semicalvus
- Pholicodes subquadraticollis
- Pholicodes syriacus
- Pholicodes theresae
- Pholicodes trivialis
- Pholicodes tunisiensis
- Pholicodes virescens
- Pholicodes viridescens
- Pholicodes vittatus